# BD+48 740
BD+48 740 (TYC 3304–90–1) – czerwony olbrzym położony w gwiazdozbiorze Perseusza, odległy o około 9090 parseków od Ziemi. Gwiazda posiada przynajmniej jedną znaną planetę – BD+48 740 b.
W widmie gwiazdy odkryto bardzo znaczne ilości litu, który to pierwiastek jest rzadko spotykany w gwiazdach w znacznych ilościach. Dane obserwacyjne wskazują na to, że pochodzi on z planety, która wcześniej okrążała gwiazdę, ale została przez nią zniszczona w czasie, kiedy BD+48 740 znacznie powiększyła swoją średnicę, rozszerzając się do obecnej fazy czerwonego olbrzyma. Dodatkową wskazówką sugerującą taki scenariusz jest wysoka ekscentryczność orbity planety BD+48 740 b. Sugeruje ona, że planeta ta miała kiedyś towarzysza, który został „połknięty” przez gwiazdę, przez co BD+48 740 b otrzymała grawitacyjne pchnięcie na jej obecną orbitę.
Odkrycia dokonał międzynarodowy zespół astronomów, w skład którego wchodzili polscy naukowcy, w tym Aleksander Wolszczan.